# Epischura lacustris
Epischura lacustris é uma espécie de crustáceo da família Temoridae. Pode ser encontrada da costa noroeste dos Estados Unidos até Minnesota, no oeste, e ao centro de Illinois, ao sul, e em todos os 5 Grandes Lagos da América do Norte, assim como em outros corpos de água menores da região. Normalmente habita águas calmas, mas pode tolerar águas turbulentas.